# 3501 Olegiya
A 3501 Olegiya (ideiglenes jelöléssel 1971 QU) a Naprendszer kisbolygóövében található aszteroida. Tamara Mihajlovna Szmirnova fedezte fel 1971. augusztus 18-án.